# Listonosz polski
Listonosz polski, także bagdeta polska – rasa gołębia należąca do grupy brodawczaków, podobnie jak inne rasy pochodzący od gołębia skalnego (Columba livia). Jest rasą bardzo starą, hodowana i znana od stuleci na terenie Małopolski w rejonie Bochni, Gdowa, Krakowa, Niepołomic, Tarnowa i Wieliczki.

## Pochodzenie
Rasa ta jest jedną z najstarszych ras gołębi wywodząca swoje korzenie poczty gołębiej należącej do sułtana Nur Eddina z Bagdadu (XII w.), dlatego nazywany jest bagdetą. W Polsce używa się jednak nazw „listonosz” lub „listowy”, które to hodowcy preferowali.
Od roku 1975 popularność rasy drastycznie zmalała, pięć lat później uznano, iż rasa wyginęła.

## Budowa

### Ogólne wrażenie
Gołąb duży, silny, o mocnym kośćcu, wydłużonej głowie, silnym i prostym dziobie, stojący na lekko ugiętych nogach.

### Opis szczegółowy
Wąska i długa, spłaszczona, proporcjonalna do reszty ciała; dziób w kształcie klina, długi, silny i gruby, tępo zakończony. Oczy umieszczone na środku głowy. Szyja jest prosta i długa. Pierś wyraźnie szeroka i zaokrąglona. Plecy są długie, wąskie i opadające. Skrzydła są dużych rozmiarów całkowicie przykrywają plecy. Nogi są mocne, długie i nieopierzone.